# Minerva Film (Italie)
Pour les articles homonymes, voir Minerva Film.

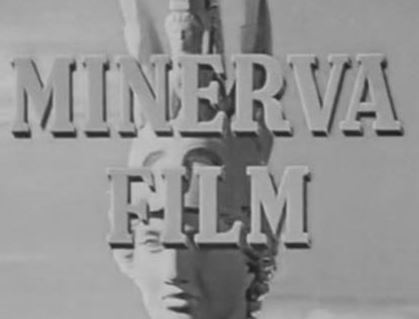
Logo de la société

Minerva Film est une société italienne de cinéma active entre 1912 et 1956. C'est l'un des quatre grands de la période fasciste, avec Lux, Titanus et Scalera Film.
Fondée à l'époque du muet, la société doit son nom à la déesse romaine Minerve. À l'origine, c'était une société de distribution, qui s'occupait des grandes productions étrangères destinées à être diffusées en Italie. Elle a ensuite également produit des films par le biais de sa filiale Excelsa Film.
En 1946, la société a été impliquée dans un conflit juridique avec David Selznick au sujet du contrat de la vedette Alida Valli.
Un incendie majeur se produit en 1947 dans les bureaux de la société à Rome. Minerva a continué à fonctionner en tant que distributeur jusqu'à sa mise en liquidation en 1956.

## Liste de films produits
- 1955 : La Chasse aux maris ou Jeunes filles d'aujourd'hui (en italien : Ragazze d'oggi) de Luigi Zampa